# Parabatinga
Parabatinga is een monotypisch geslacht van spinnen uit de  familie van de Ctenidae (kamspinnen).

## Soort
- Parabatinga brevipes Keyserling, 1891